# Stolen Car (Take Me Dancing)
Stolen Car (Take Me Dancing) è una canzone di Sting, estratta come terzo e ultimo singolo dal suo settimo album solista, Sacred Love del 2003. Il testo tratta di un misero uomo che va in giro a rubare auto e desidera avere una vita migliore dopo essersi immaginato come il ricco proprietario delle belle vetture che sta saccheggiando.
La versione originale è stata fatta oggetto di diversi remix, uno dei quali utilizzato per il video musicale.
Nel 2015 la canzone è stata coverizzata dalla cantante francese Mylène Farmer in duetto con Sting per il suo album Interstellaires (2015).

## Tracce
1. Stolen Car (Take Me Dancing) (versione radio) — 3:44
2. Stolen Car (Take Me Dancing) (remix di will.i.am) — 4:08
3. Stolen Car (Take Me Dancing) (remix di Twista) — 3:03
4. Stolen Car (Take Me Dancing) — Video musicale (CD-ROM)

## Classifiche

### Classifiche settimanali
| Classifica (2004) | Posizione massima |
| ----------------- | ----------------- |
| Germania          | 54                |
| Italia            | 46                |
| Regno Unito       | 60                |
| Svizzera          | 81                |